# Kepler-90
Kepler-90 (o KOI-351) es una estrella de secuencia principal que cuenta con el mayor sistema planetario observado de la Vía Láctea junto con el sistema solar, con 8 planetas. Está aproximadamente a 2500 años luz del Sol.
El 14 de diciembre de 2017 fue anunciado el descubrimiento de un octavo planeta, Kepler-90i, por la NASA y Kepler en el sistema Kepler-90, utilizando un nuevo equipo de 'aprendizaje automático' desarrollado por Google.
Kepler-90 fue designado como KOI-351. Kepler-90 destaca por la configuración de su sistema planetario, que tiene similitudes con el sistema solar con planetas rocosos en el centro, y gaseosos en el exterior. Los seis planetas interiores son o supertierras o minineptunos debido a su tamaño. Los dos planetas exteriores son gigantes gaseosos. El planeta más lejano conocido orbita su estrella a aproximadamente la misma distancia que la Tierra del Sol. 

## Sistema planetario

### Descubrimiento
Durante la observación en el período 2008-2013 se proporcionó evidencia de la existencia de exoplanetas usando el método de tránsito, método que muestra el tamaño de un planeta, pero no su masa. Los planetas se nombran en función de su distancia a la estrella. Kepler-90b es el más interior y Kepler-90h el más exterior de los ocho planetas conocidos.

### Datos de los planetas
Los ocho planetas se dividen en tres planetas interiores rocosos, aproximadamente del tamaño de la Tierra, tres intermedios minineptunos y dos gigantes gaseosos exteriores. Algunos de estos planetas muestran importantes variaciones de sincronización-tránsito.
| Planeta | Descubrimiento | Masa   | Período orbital [d] | Semieje mayor [AU] | Radio [R⊕]  | Temperatura [K] | Inclinación [Grad] | Tiempo de tránsito [h] |
| ------- | -------------- | ------ | ------------------- | ------------------ | ----------- | --------------- | ------------------ | ---------------------- |
| b       | 2013           | 3 M⊕   | 7,00815 ± 1,9e-05   | 0,074 ± 0,016      | 1,31 ± 0,17 | 1056,0          | 89,4 ± 1,5         | 3,99 ± 0,15            |
| c       | 2013           | 3 M⊕   | 8,71938 ± 2,7e-05   | 0,089 ± 0,012      | 1,19 ± 0,14 | 981,0           | 89,68 ± 0,74       | 4,41 ± 0,18            |
| d       | 2013           | 10 M⊕  | 59,7367 ± 3,8e-04   | 0,32 ± 0,05        | 2,87 ± 0,3  | 518,0           | 89,71 ± 0,29       | 8,4 ± 0,19             |
| e       | 2013           | 10 M⊕  | 91,939 ± 7,3e-04    | 0,42 ± 0,06        | 2,66 ± 0,29 | 448,0           | 89,79 ± 0,19       | 9,71 ± 0,19            |
| f       | 2013           | 10 M⊕  | 124,914 ± 1,9e-03   | 0,48 ± 0,09        | 2,88 ± 0,52 | 592,0           | 89,77 ± 0,31       | 10,94 ± 0,25           |
| g       | 2013           | 1,7 MN | 210,607 ± 4,3e-04   | 0,71 ± 0,08        | 8,1 ± 0,8   | 340,0           | 89,80 ± 0,06       | 12,593 ± 0,045         |
| h       | 2013           | 0,8 MJ | 331,6006 ± 3,7e-04  | 1,01 ± 0,11        | 11,3 ± 1,0  | 292,0           | 89,6 ± 1,3         | 14,737 ± 0,046         |
| i       | 2017           | -      | 14,44912 ± 0,00020  | -                  | 1,32 ± 0,21 | -               | 89,2               | -                      |

### Kepler-90b y Kepler-90c
Kepler-90b es un 31 % más grande que la Tierra y Kepler-90c es un 19 % más grande. Ambos orbitan en una resonancia orbital 5:4. Esto significa que en el tiempo que tarda Kepler-90b en orbitar la estrella cinco veces, Kepler-90c orbita la estrella exactamente cuatro veces por lo que los planetas siempre se encuentran en las mismas posiciones. Resonancias similares también existen en las lunas interiores de Júpiter.

### Kepler-90d, Kepler-90e y Kepler-90f
El planeta Kepler-90d orbita la estrella con un periodo de 60 días. Esto es comparable con el período orbital de Mercurio alrededor del Sol. Es 2,9 veces más grande que la Tierra, por lo que es una supertierra o un minineptuno. Dado que la masa solo se estima, todavía no es posible decidir a cuál de las dos clases pertenece este planeta. 
El planeta Kepler-90e es del mismo tamaño que Kepler-90d (2,7 veces el radio de la Tierra). Kepler-90f es de 2,9 veces el tamaño de la Tierra. Estos tres planetas están en resonancia 2:3:4 con órbitas circulares.

### Kepler-90g y Kepler-90h
Kepler-90g y Kepler-90h son gigantes gaseosos con 8 veces y 11 veces el diámetro de la Tierra, y tienen periodos orbitales de 211 y 331 días, respectivamente. Kepler-90g podría tener una satélite natural orbitándolo. La distancia del planeta más exterior, Kepler-90h, de su estrella es aproximadamente 1,01 UA. Kepler-90h está en el borde interior de la zona de habitabilidad planetaria con una temperatura de equilibrio de 292 K (19 °C, 66 °C). 
Según el sitio web de noticias alemana The Local, los astrofísicos del Centro Aeroespacial Alemán (DLR), dijeron el 28 de octubre de 2013, que se ha descubierto "el sistema planetario más grande hasta la fecha".